# Nama

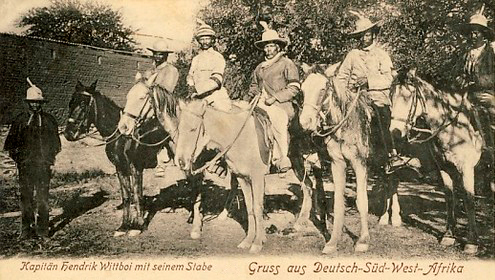
Nama - Jefe Hendrik Witbooi (centro) y sus compañeros

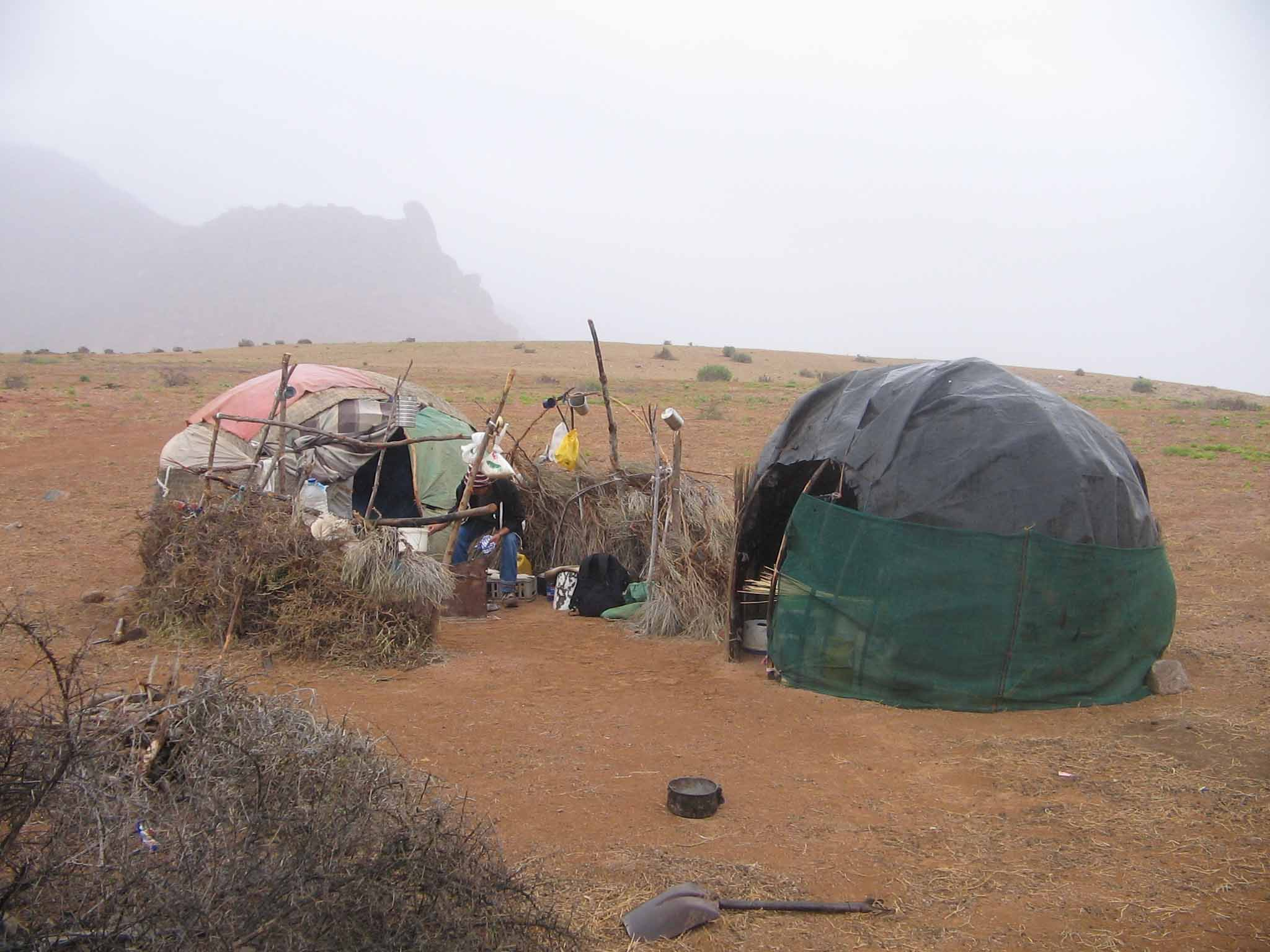
Cabañas tradicionales nama.

El pueblo nama (namaqua, pl.), también conocido como naman, es el más numeroso de las cuatro grupos en que el pueblo khoi khoi se dividió en El Cabo en el siglo XVII. En sucesivas oleadas emigraron al norte siguiendo el curso del río Orange. Se instalaron en el tercio sur de Namibia y el noroeste de Sudáfrica en territorios que posteriormente recibirían el nombre de Namaland. Allí compartieron tierras y convivieron con otros pueblos de origen khoi khoi, koisan y san que les precedieron.
Son conocidos como la Nación Roja, pues su tono de piel (producto de una menor cantidad de melanina) es más claro que el de la media de los otros pueblos nativos de la región. Tanto en su idioma como en su tendencia a la esteatopigia muestran similitudes con la etnia san. Inicialmente fueron cazadores recolectores como sus ancestros khoi kohi, posteriormente adquirieron una cultura ganadera.
Se enfrentaron continuamente a lo largo del siglo XIX con el pueblo herero por tierras y pastizales para sus rebaños. Desde finales del siglo XIX el conflicto con las fuerzas de ocupación alemana fue en aumento lo que derivó en represalias y el casi exterminio de buena parte de sus aldeas. Entre 1904 y 1908 intentaron llevar adelante una rebelión conjunta con sus antiguos enemigos hereros contra la presión colonial. Los alemanes vencieron y consumaron el  Genocidio herero y namaqua que abatió al 90% de la población herero y el 50% de la comunidad nama.

## Idioma
Forman el grupo étnico más numeroso perteneciente a la familia lingüística khoe-kwadi de los khoi khoi. Su idioma, también llamado nama (o namagua), es el mismo que utilizan los san y los damaras. Se caracteriza por el abundante uso de chasquidos y su escasa relación con las otras lenguas africanas. En la actualidad la mayoría de los nama también habla el afrikáans.
Al año 2021 en Namibia habitan 356.000 personas que utilizan la lengua nama, equivalente al 12% de la población nacional. Esta cifra incluye tanto a la etnia nama como a sus parientes damara. Por su parte, hay comunidades de lengua nama en el noroeste de Sudáfrica, que suman unas 2.200 personas. La dispersión étnica y la existencia de otras lenguas o idiomas compartidos por diferentes pueblos hace que estas cifras deban ser tomadas con un valor aproximativo.

## Historia
El pueblo nama nace de la diáspora de las comunidades paleonegríticas khoisan (antiguamente llamados pigmeos, bosquimanos y hotentotes) que desde épocas prehistóricas habitaban el sur de África. Cuando los expedicionarios y colonos holandeses se asentaron en El Cabo en el siglo XVII intentaron entablar relaciones de comercio y más tarde tomarlos como mano de obra esclava para sus proyectos agropecuarios en estos territorios. Al mismo tiempo los europeos expropiaron por la fuerza los campos de pastoreo que desde tiempos inmemoriales utilizaban los nativos para la crianza de sus rebaños. El conflicto de intereses derivó en enfrentamientos armados que además de víctimas mortales fomentó un mutuo resentimiento entre nativos y extranjeros. Finalmente la superioridad del armamento europeo se impuso al mayor número de las comunidades autóctonas y consiguió el objetivo de consolidar el dominio holandés de la región de El Cabo y expulsar de sus tierras ancestrales a los khoisan.

### Origen
El dominio colonial dividió al pueblo khoisan entre aquellos que se sometieron y los que optaron por resistir y emigrar. Tradicionalmente se clasificó a esta diáspora en:
- Hotentotes del Cabo que mantuvieron relaciones y descendencia con los europeos. De esta integración nació el pueblo griqua, (también llamados de forma despectiva basters), una comunidad que se mantuvo aislada de otras etnias africanas, adoptó costumbres europeas y en el siglo XIX intentó fundar estados autónomos en el norte de Sudáfrica con el apoyo diplomático de los Bóeres y en otras ocasiones de la Corona británica. Un centenar de descendientes del pueblo griqua habitan en el siglo XXI en una reserva al norte de Sudáfrica.[30][4][31][32]
- El pueblo korana se mantuvo cerca de los griquas, pero no se integró a su cultura. Las crónicas históricas los presentan organizados en bandas de asaltantes y saqueadores que incursionaban en aldeas vecinas. Se asentaron en las tierras que circundan la confluencia de los ríos sudafricanos Vaal y Orange. Fueron hostigados por los colonos trekboers que tras salir de El Cabo en el siglo XIX buscaban asentarse en regiones centrales de Sudáfrica y también en la región del Vaal donde estaban las comunidades korana. Se estima que existen unos 11.000 miembros del pueblo korana asentados principalmente en la Provincia Cabo del Norte en Sudáfrica.[33][34]
- El pueblo gona (gonaqua pl.) surgió de los khoisan que emigraron al este. También sufrieron la presión de los trekboers para salir de El Cabo. Se asentaron en la confluencia de los ríos Caledon y Orange en tierras sudafricanas próximas a la frontera con Lesoto. Integraron a miembros de la etnia xhosa (nguni) y otros pueblos a lo largo del tiempo.[35]
- Finalmente el pueblo nama se formó con los khoisan que tomaron dirección norte, siguiendo el curos del río Orange. Eran el grupo más numeroso y se dividieron en dos grandes ramas, los pequeños nama que se asentaron en el noreoeste de Sudáfrica y los grandes nama u orlam que ocuparon el centro sur de Namibia. Al igual que sus ancestros los unía el uso de una lengua común, el nama y de allí su etnónimo.[36] Gracias a la caza, la recolección y la cría de ovejas, vacas y cabras pudieron subsistir en sus territorios que fuentes europeas comenzaron a llamar Namalandia. El país nama tierras al norte y al sur del río Orange, al que llamaban río Gariep (Grande).[37] Varias comunidades se integraron o captaron miembros de la etnia san (bosquimanos) que los antecedía en la ocupación de los territorios occidentales del África austral.[38]

### Llegada de colonos europeos a Namalandia
A mediados del siglo XVII los colonos holandeses y los buscadores de cobre comenzaron a cruzar el río Olifants, justo al norte de Ciudad del Cabo en el extremo sur de Namalandia. A partir de 1660 hubo enfrentamientos regulares entre los nama y los recién llegados holandeses. Una vez más el poder de fuego de los europeos obligó al pueblo nama a aceptar el dominio de la colonia holandesa a finales de siglo.

### Encuentro con el pueblo herero
Sobre el siglo XVII o a finales del anterior se produjo el encuentro con los herero. Durante mucho tiempo ambas etnias comerciaron y se casaron entre sí. Sin embargo esta convivencia se vio siempre opacada por las disputas entre aldeas por dos elementos estratégicos para la sobrevivencia en esas tierras áridas: agua y pastizales.

### La Nación Roja
A fines del siglo XVIII, cinco de los siete principales clanes nama forjaron una alianza conocida como la "Nación Roja", llamada así debido al tinte rojizo de su piel. Para esa época el país nama estaba dividido por el río Orange. Al norte se asentaban los clanes de los grandes nama y al sur los pequeños nama. La defensa de este territorio era vital para que los herero y algunos pueblos nativos khoisan no se adueñaran de las pasturas y el agua, imprescindibles para la cría de los rebaños.
En el siglos XXI el límite norte de Namalandia es la ciudad de Windhoek, su límite oriental es el desierto de Kalahari y la escarpada costa atlántica es el límite al oeste.

### Guerras herero – nama
A principios del siglo XIX llegarán a Namibia desde Sudáfrica los orlams, otro subgrupo khoikhoi emparentado con los nama pero con costumbres europeizadas tras una prolongada convivencia con los afrikáners. Intentarán asentarse con sus rebaños en las tierras compartidas con los hereros. Las disputas por agua y territorios se intensificaron y en 1830 estalló una guerra étnica de grandes proporciones por el uso de armas de fuego que ambos pueblos habían obtenido de sus contactos con los europeos. El episodio bélico se extendió hasta 1858 cuando “La paz de las Hoachanas” reunió a caciques de norte y sur para poner fin al conflicto. Los enfrentamientos igualmente se reanudarán entre 1863-1870 y entre 1880-1892.

### Encuentro con el pueblo damara
El pueblo damara, un subgrupo khoikhoi, se asentó al norte de los nama. Se les conocía como la "Nación Negra". Llegaron desde África central y además de organizarse en comunidades muchos de sus miembros se integraron a grupos de herero y nama. La influencia y parentesco con los nama se intensificó a lo largo del tiempo. Los damara adoptaron el idioma nama y eran en ocasiones contratados como sirvientes de aldeas namas para cuidar rebaños y atender pequeñas plantaciones.

### Genocidio herero-nama
A finales del siglo XIX el descubrimiento de grandes minas de hierro, plomo, cobre y diamantes incentivó la llegada de más colonos y europeos en busca de fortuna. Desde 1870 los británicos habían asegurado posiciones en puerto de Walvis Bay tras negociar con el pueblo herero. Por su parte los alemanes del Segundo Reich anexionaron en 1884 el territorio namibio a sus dominios bajo el nombre de Sudáfrica.
Entre los años 1904 y 1908 los pueblos nama y herero se unieron y enfrentaron al ejército colonial alemán en un combate donde ambas etnias fueron diezmadas y reprimidas. Se estima que los herero perdieron entre un 70% y un 90% de su población, mientras que los nama sufrieron la pérdida de unos 10.000 miembros, casi el 50% de su población en aquel momento.
En este mismo episodio, el pueblo damara también sufrió la pérdida de un tercio de su población en manos de los europeos. Aparentemente la represión se debió a que los germanos no distinguían a la etnia damara de namas y hereros.

## Economía
La economía tradicional del pueblo nama se basó en la cría extensiva ovina, carpina y bovina. Sus habilidades artesanales incluían cerámica, cestería, tejido y metalurgia. Para los namas el gran desfío histórico fue criar sus ovejas y vacas en un entorno árido. A menudo debían enfrentar grandes sequías a las que se unía la escasez de alimentos. Para sobrellevar estas crisis de su economía ganadera recurrieron al trueque con los grupos nativos cazadores-recolectores. Por ello, en ocasiones miembros del pueblo nama salieron a cazar y recolectar ellos mismos. También comerciaron con los reinos ovambo del norte, intercambiando pieles de animales y leche por artículos de metal y otras artesanías.